# خانواده رابینسون
خانواده رابینسون با نام اصلی ماجراهای خانوادهٔ سوئیسی رابینسون یک مجموعهٔ تلویزیونی درام فراوردهٔ ۱۹۹۸ زلاندنو است که در یک فصل ۳۰ قسمتی تهیه شده و پخش اصلی‌اش از شبکهٔ پکس بوده است. ساخت این سریال بر پایهٔ رمانی از یوهان داوید ویس به نام «خانوادهٔ سوئیسی رابینسون» (۱۸۱۲) انجام شد. این رمان، داستان ۹ بازماندهٔ یک کشتی غرق‌شده را دنبال می‌کند که در تلاش برای سازگار شدن با زندگی در یک جزیرهٔ متروکه هستند.
این سریال پنجمین مجموعهٔ تلویزیونی‌ای بود که از روی «خانوادهٔ سوئیسی رابینسون» تهیه می‌شد و پیش از نیز آن نزدیک به یک دوجین فیلم بر پایهٔ این رمان آن ساخته شده‌بود.

## چکیدهٔ داستان
سریال، داستان یک خانوادهٔ سوئیسی است که هنگام سفر با کشتی به پورت جکسون استرالیا، دچار یک رخداد می‌شوند و خود را تنها در جزیره‌ای ناشناخته می‌بینند اما با گذشت زمان درمی‌یابند آنها تنها ساکنان جزیره نیستند.